# Floresta da Tijuca

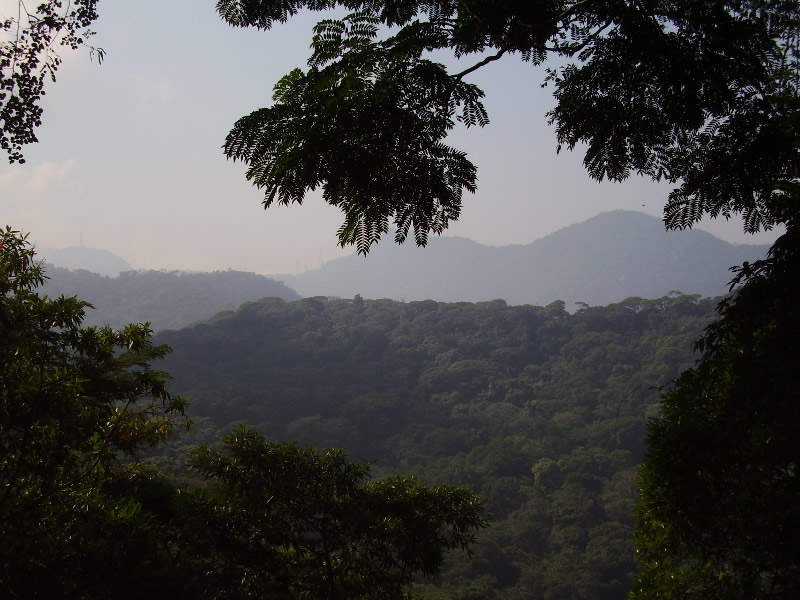
Floresta da Tijuca

Floresta da Tijuca is een deel van het Nationaal park Tijuca "Parque Nacional da Tijuca" in de stad Rio de Janeiro, Brazilië. Het heeft een oppervlakte van 32km² en deelt zijn naam met de wijken Tijuca en Barra da Tijuca.

## Recreatie
Toeristen kunnen er onder andere de Pico da Tijuca beklimmen.  De beklimming eindigt met een trap van 120 treden, die in de rotsen is uitgehouwen voor koning Albert I van België. De koning bezocht in 1920 Rio de Janeiro en de Brazilianen (president Epitacio Pessoa) wisten dat hij een fervent wandelaar en klimmer was.